# Дамский журнал (1806)
«Дамский журнал» — литературно-художественное периодическое издание, выпускавшееся писателями и журналистами Михаилом Макаровым и Пётром Шаликовым на базе типографии Московского университета. Журнал выходил зимой и весной 1806 года.

## Содержание
Публиковались литературные произведения (стихи, песни, буколические сцены в стихах и прозе), нравоучительные статьи («Переписка чувствительных друзей», «О супружестве. Два письма», «О выборе супруги. Два письма», «Размышляющий россиянин» и пр.). Каждый номер с разделом «Моды». В № 1 — «Моды: Париж»; в № 2 — «Сообщения из Парижа от 10, 15 и 20 февраля»; в № 3 — «Моды: Париж от 10 марта».

## История
«Дамский журнал», по словам профессора кафедры филологии и журналистики Северо-Западного института управления РАНХиГС, доктора филологических наук Л. В. Лыткиной, «закончил свое существование насильственно на третьем номере от невнимания и равнодушия публики». Через 17 лет успешно продолжился в 1823 году Пётром Шаликовым и Михаилом Макаровым.

## Комментарии
1. ↑  Согласно ЭСБЕ: «ежемесячное издание на 1806 г., ограничилось одной книжкой и известно лишь по росписи Смирдина (№ 9741)»